# Upplands fornminnesförening och hembygdsförbund
Upplands fornminnesförening och hembygdsförbund är ett samlande organ för hembygdsrörelsen i Uppland (Uppsala län).

## Syfte
- att främja kulturminnesvården
- att stödja forskning kring och
- att sprida kännedom om uppländsk kultur och historia
- att stödja hembygdsrörelsen främst inom Uppsala län

## Historia
Upplands fornminnesförening grundades 1869 för att skapa ett museum för uppländsk kultur. Den tanken förverkligades 1909 då Upplandsmuseet bildades.
Föreningen bytte 1980 namn till Upplands fornminnesförening och hembygdsförbund, och den nya organisationen fick då ansvaret för hembygdsrörelsen inom Uppsala län.

## Publikationer
- Upplands fornminnesförenings tidskrift utkommer sedan 1871, dock under senare år med oregelbunden utgivning.[1]

- Årsboken Uppland, som har utgetts varje år sedan 1940.[2][3]